# Liste der Boxweltmeister im Cruisergewicht
Diese Liste der Boxweltmeister im Cruisergewicht bietet eine Übersicht über alle Boxweltmeister der vier anerkannten und aktuell tätigen Weltverbände (WBC, WBA, IBF, WBO) im Cruisergewicht in chronologischer Reihenfolge. Die WBA-Superchampions sind sowohl in der chronologischen Reihenfolge als auch in einer separaten Tabelle gelistet. Der Status des Superchampions der WBA ist höher gereiht als der des regulären. Daher ist der WBA-Superchampion der eigentliche Weltmeister. Die WBO gehört erst seit 2007 zu den bedeutenden Verbänden.

## WBA / WBC / IBF / WBO
1. Marvin Camel; 1980 WBC; 1983–1984 IBF
2. Carlos De León; 1980–1982 WBC; 1983–1985 WBC; 1986–1988 WBC; 1989–1990 WBC
3. Ossie Ocasio; 1982–1984 WBA
4. S. T. Gordon; 1982–1983 WBC
5. Lee Roy Murphy; 1984–1986 IBF
6. Piet Crous; 1984–1985 WBA
7. Alfonso Ratliff; 1985 WBC
8. Dwight Qawi; 1985–1986 WBA
9. Bernard Benton; 1985–1986 WBC
10. Evander Holyfield; 1986–1988 WBA; 1987–1988 IBF; 1988 WBC
11. Rickey Parkey; 1986–1987 IBF
12. Taoufik Belbouli; 1989 WBA
13. Glenn McCrory; 1989–1990 IBF
14. Robert Daniels; 1989–1991 WBA
15. Boone Pultz; 1989–1990 WBOEvander Holyfield LA 2011

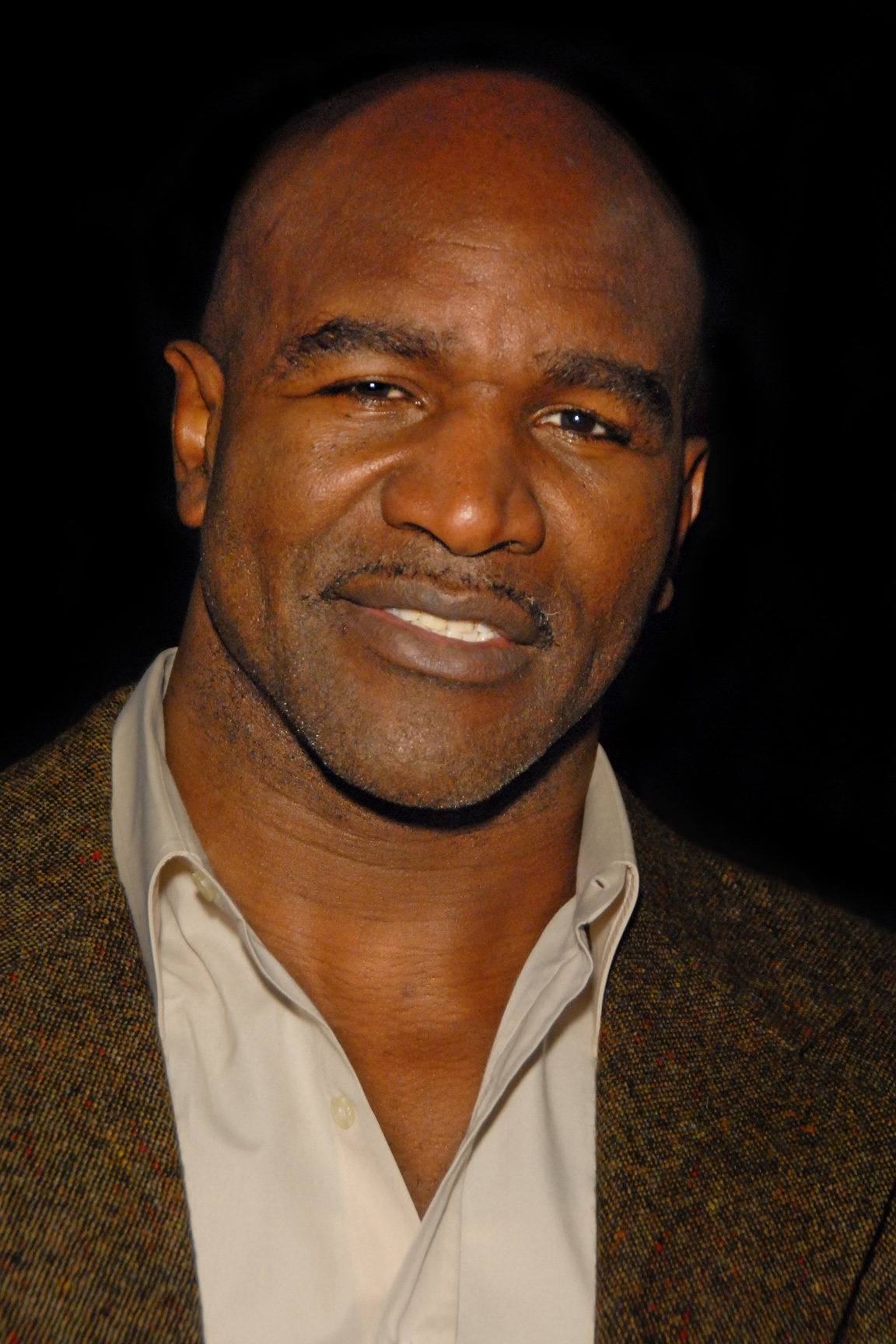
Evander Holyfield LA 2011

16. Jeff Lampkin; 1990–1991 IBF
17. Magne Havnå; 1990–1992 WBO
18. Massimiliano Duran; 1990–1991 WBC
19. Bobby Czyz; 1991–1993 WBA
20. Anaclet Wamba; 1991–1994 WBC
21. James Warring; 1991–1992 IBF
22. Tyrone Booze; 1992–1993 WBO
23. Al Cole; 1992–1996 IBF
24. Markus Bott; 1993 WBO
25. Nestor Giovannini; 1993–1994 WBO
26. Orlin Norris; 1993–1995 WBA
27. Dariusz Michalczewski; 1994–1995 WBO
28. Ralf Rocchigiani; 1995–1997 WBO
29. Nate Miller; 1995–1997 WBA
30. Marcelo Domínguez; 1995–1998 WBC
31. Adolpho Washington; 1996–1997 IBF
32. Uriah Grant; 1997
33. Carl Thompson; 1997–1999 WBO
34. Imamu Mayfield; 1997–1998 IBF
35. Fabrice Tiozzo; 1997–2000 WBA
36. Juan Carlos Gómez; 1998–2002 WBC
37. Arthur Williams; 1998–1999 IBF
38. Johnny Nelson; 1999–2006 WBO
39. Wassili Schirow; 1999–2003 IBF
40. Virgil Hill; 2000–2002 WBA; 2006–2007 WBA (regulär)
41. Jean-Marc Mormeck; 2002–2006 WBA; 2005–2006 WBC; 2007 WBC & WBA
42. Wayne Braithwaite; 2002–2005 WBC
43. James Toney; 2003 IBF
44. Kelvin Davis; 2004–2005 IBF
45. O’Neil Bell; 2005–2006 IBF; 2006–2007 WBC & WBA
46. Enzo Maccarinelli; 2006–2008 WBO
47. Krzysztof Włodarczyk; 2006–2007 IBF; 2010–2014 WBC
48. Steve Cunningham; 2007–2008 IBF; 2010–2011 IBF
49. David Haye; 2007–2008 WBC & WBA; 2008 WBO
50. Firat Arslan; 2007–2008 WBA (regulär)
51. Guillermo Jones; 2008–2012, WBA
52. Giacobbe Fragomeni; 2008–2009 WBC
53. Tomasz Adamek; 2008–2009 IBF
54. Victor Emilio Ramírez; 2009 WBO
55. Marco Huck; 2009–2015 WBO
56. Zsolt Erdei; 2009–2010 WBC
57. Yoan Pablo Hernández; 2011–2015 IBF
58. Denis Lebedew; 2012–2018 WBA; 2015–2016 IBF
59. Grigory Drozd; 2014–2016 WBC
60. Krzysztof Głowacki; 2015–2016 WBO
61. Victor Emilio Ramírez; 2015–2016 IBF
62. Beibut Schumenow; 2016–2017 WBA (regulär); seit 2018 WBA (regulär)
63. Tony Bellew; 2016–2017 WBC
64. Oleksandr Ussyk; seit 2016 WBO; seit 2018 WBC, IBF & WBO
65. Murat Gassiev; 2016–2018 IBF; 2018 WBA
66. Mairis Briedis; 2017–2018 WBC
67. Yunier Dorticos; 2017–2018 WBA

## WBA-Superchampions
| Weltmeister           | Amt       |
| --------------------- | --------- |
| Jean-Marc Mormeck     | 2005–2006 |
| O’Neil Bell           | 2006–2007 |
| Jean-Marc Mormeck (2) | 2007      |
| David Haye            | 2007–2008 |
| Denis Lebedew         | 2016–2018 |
| Murat Gassiev         | 2018      |
| Oleksandr Ussyk       | seit 2018 |